# Kill (Unix)

Comanda UNIX kill este folosită pentru a trimite un semnal unui proces. Unul din semnalele cele mai des trimise este SIGKILL. Semanlul este folosit pentru a termina procesul, de unde și numele comenzii.

## Sintaxă
```
kill [-s semnal] pid
kill [-l] semnal
```

unde semnal este valoarea numerică a semnalului, iar pid este identificatorul procesului (în engleză process identifier). Dacă semnalul nu este specificat, implicit se trimite semanlul SIGTERM. Ca și SIGKILL, SIGTERM termină procesul, diferența este că SIGTERM poate fi interceptat de proces, în timp ce SIGKILL nu poate fi interceptat, iar procesul este terminat imediat.
Toate semnalele cu excepția SIGKILL și SIGSTOP pot fi interceptate de un proces. SIGSTOP îngheață execuția unui proces, repornirea procesului se face cu SIGCONT.

Opțiunea -l listează toate semnalele care pot fi trimise:
```
# kill -l
 1) SIGHUP	 2) SIGINT	 3) SIGQUIT	 4) SIGILL	 5) SIGTRAP
 6) SIGABRT	 7) SIGBUS	 8) SIGFPE	 9) SIGKILL	10) SIGUSR1
11) SIGSEGV	12) SIGUSR2	13) SIGPIPE	14) SIGALRM	15) SIGTERM
16) SIGSTKFLT	17) SIGCHLD	18) SIGCONT	19) SIGSTOP	20) SIGTSTP
21) SIGTTIN	22) SIGTTOU	23) SIGURG	24) SIGXCPU	25) SIGXFSZ
26) SIGVTALRM	27) SIGPROF	28) SIGWINCH	29) SIGIO	30) SIGPWR
31) SIGSYS	34) SIGRTMIN	35) SIGRTMIN+1	36) SIGRTMIN+2	37) SIGRTMIN+3
38) SIGRTMIN+4	39) SIGRTMIN+5	40) SIGRTMIN+6	41) SIGRTMIN+7	42) SIGRTMIN+8
43) SIGRTMIN+9	44) SIGRTMIN+10	45) SIGRTMIN+11	46) SIGRTMIN+12	47) SIGRTMIN+13
48) SIGRTMIN+14	49) SIGRTMIN+15	50) SIGRTMAX-14	51) SIGRTMAX-13	52) SIGRTMAX-12
53) SIGRTMAX-11	54) SIGRTMAX-10	55) SIGRTMAX-9	56) SIGRTMAX-8	57) SIGRTMAX-7
58) SIGRTMAX-6	59) SIGRTMAX-5	60) SIGRTMAX-4	61) SIGRTMAX-3	62) SIGRTMAX-2
63) SIGRTMAX-1	64) SIGRTMAX
```

Numărul de dinaintea semnalului este numărul folosit în comandă pentru a specifica semnalul. 

## Implementare
kill este implementat de obicei cu ajutorul apelului de sistem kill(). Apelul trimite un semnal unui proces sau unui grup de procese specificate prin identificatorul de proces. Implementări alternative pot să includă apelul de sistem sigqueue().

## Exemple
Presupunând că avem un proces cu identificatorul 1234, SIGTERM (15) poate fi trimis în următoarele moduri:
```
kill 1234
kill -s TERM 1234
kill -TERM 1234
kill -15 1234
```

Un semnal SIGKILL poate fi trimis în trei moduri:
```
kill -s KILL 1234
kill -KILL 1234
kill -9 1234
```

Un semnal SIGINT poate fi generat foarte simplu apăsând tastele Control-C, SIGTSTP se obține apăsând Control-Z, în timp ce SIGQUIT se obține apăsând Control-\ (backslash). Acesta din urmă forțează terminarea programului și generarea unui core dump. Unele programe precum Apache, Sendmail sau xinetd folosesc semnalul SIGHUP pentru a-și reîncărca datele de configurare.